# أندرو آموس
أندرو آموس (بالإنجليزية: Andrew Amos)‏ (20 سبتمبر 1863 بلندن في المملكة المتحدة - 2 أكتوبر 1931 بلندن في المملكة المتحدة) هو لاعب كرة قدم بريطاني (وحمل سابقاً جنسية المملكة المتحدة لبريطانيا العظمى وأيرلندا) في مركز الدفاع. شارك مع منتخب إنجلترا لكرة القدم. أما مع النوادي، فقد لعب مع Corinthian F.C. ‏ وCambridge University A.F.C. ‏ وOld Carthusians F.C. ‏ وHitchin Town F.C. ‏.

## وصلات خارجية
- أندرو آموس على موقع قاعدة بيانات كرة القدم.إي يو (الإنجليزية)
- أندرو آموس على موقع ناشيونال فوتبول تيمز (الإنجليزية)